# Bernard Le Nail
Bernard Le Nail (Parigi, 12 febbraio 1946 – Rennes, 5 gennaio 2010) è stato uno scrittore francese.

## Biografia
Dopo aver studiato commercio all'HEC Paris, ha diretto l'ufficio promozionale della Camera di commercio e dell'industria di Nantes. Nel 1979 divenne segretario generale del Comitato per lo studio e il Comité d'Etude et de Liaison des Intérêts Bretons (CELIB) a Lanester. Tra il 1983 e il 2000 è stato direttore dell'Istituto di Cultura della Bretagna e ha avuto un ruolo importante nell'ideazione e pubblicazione della raccolta Les Bretons au-delà des mers: Explorateurs et grands Voyageurs (Quimper, Ed. Nouvelles du Finistère, 1996). Ha inoltre collaborato alla concezione e alla pubblicazione delle seguenti opere: 500 Bretons à connaître (Ancre de Marine, 1989), revisione della Guide Bleu Bretagne (Hachette, 1991), Guides Gallimard Bretagne, Les noms qui ont fait l’histoire de Bretagne (Coop Breizh/ICB, 1997), Dictionnaire des femmes en Bretagne (UTL/Coop Breizh, 1999), La Bretagne entre Armor et Argoat (Reader's Digest, 1999).
Il 12 novembre 1999 Le Nail venne accusato dal quotidiano comunista francese L'Humanité di essere un ex attivista dell'organizzazione separatista bretone Fronte di Liberazione Bretone (FLB). Negò fermamente questa accusa, ma non si scusò per aver difeso la cultura e la lingua bretone di fronte allo stato francese fortemente centralizzato. Diverse organizzazioni si opposero anche alla diffusione gratuita nelle scuole, da parte dei consigli locali della Bretagna, del Dictionnaire des romanciers de Bretagne (Keltia Graphic, 1999), opera di lui e di sua moglie Jacqueline, dedicata ai romanzieri bretoni. Con il suo vero nome e con lo pseudonimo di Joseph Bréhier, Le Nail pubblicò anche numerosi articoli su giornali e riviste su questioni storiche e culturali bretoni.
Nel 2001 Le Nail fondò la casa editrice "Les Portes du large", specializzata in resoconti di viaggiatori ed esploratori bretoni, viaggiatori in Bretagna e studi sulle relazioni della Bretone con altri paesi celtici.
Bernard Le Nail ha avuto un ruolo significativo nell'approfondimento della conoscenza degli esploratori bretoni delle coste australiane, in qualità di editore del libro di Philippe Godard e Tugdual de Kerros su Louis de Saint Aloüarn (2002). Nel 2010 la sua casa editrice Les Portes du Large ha pubblicato la traduzione francese della biografia di Marc-Joseph Marion du Fresne scritta dallo storico australiano Edward Duyker.
Le Nail subì la rottura di un aneurisma e una grave emorragia cerebrale il 24 dicembre 2009. Morì il 5 gennaio 2010.

## Pubblicazioni
- Le décollage de l’économie irlandaise, mémoire de quatrième année de sciences économiques, 1968.
- Radiographies financières d’entreprises de Loire-Atlantique, Nantes, Chambre de commerce et d’industrie, 1975, 300 pp.
- Guide annuaire culturel de Loire-Atlantique, Nantes, Centre nantais de culture celtique, 1980.
- (capitolo sull'energia in Bretagna) in La Bretagne, a cura di Yann Brekilien, Paris, Éditions d’organisation, 1982.
- Bretagne, pays de mer, in collaborazione con Philippe Plisson (fotografo), Paris, Hachette, 1993.
- Explorateurs et grands voyageurs Bretons (dictionnaire biographique), P., Gisserot, 1998.
- (capitolo sulla cultura) in Speranza bretone del XXI secolo. La Bretagne en âge de réveil, Spézet, Coop Breizh, 1998.
- Dictionnaire des romanciers de Bretagne in collaborazione con Jacqueline Le Nail, Gourin, Ed. Keltia Graphic, 1999, 360 pp.
- Dictionnaire des auteurs de jeunesse de Bretagne [in collaborazione con Jacqueline Le Nail, prefazione di François Caradec], Gourin, Keltia Graphic, 2001, 360 pp. 1
- Noms de lieux Bretons à travers le monde; Rennes, Les Portes du large, 2002, 239 pp.
- L'Almanach de la Bretagne; P., Larousse, 2003, 384 pp.
- Pays de Vitré. Hommes et femmes remarquables [in collaborazione con Jacqueline Le Nail]; Rennes, Portes du large, 2004, 240 pp.
- Des Bretons au Mexique; Rennes, Portes du large, 2009, 240pp

Bernard Le Nail ha inoltre curato i seguenti libri:
- La Galice, Institut culturel de Bretagne
- Cent peintres en Bretagne, Ed. Palantines
- Géographie littéraire de la Bretagne, Institut culturel de Bretagne
- La Bretagne des grands auteurs, Ouest-France-Edilarge.